# 남만

사이의 명칭

남만(南蠻)은 중국 역사에서 남쪽에 사는 오랑캐(이민족)를 일컬어 부르는 말이다. 만이(蠻夷)라는 표현으로 오랑캐를 통칭하는 표현으로 사용되기도 하였으나, 일반적으로 동서남북의 각 방위에 따라 오랑캐를 구분하여 동이(東夷)·서융(西戎)·남만·북적(北狄)으로 불렀다. 근대 이후에는 서양인을 가리키는 용어로 사용되기도 하였다. 

## 역사
남만은 주로 장강 유역 및 그 남쪽에 살던 이민족을 부르는 말이었다. 삼황오제 시기에는 삼묘(三苗)가 상당한 세력을 갖추고 있었던 것으로 기록되어 있으며, 역대 제왕 및 왕조들은 삼묘와의 전쟁을 중요한 업적으로 기록하고 있다. 춘추 전국 시대의 강대국이었던 초(楚), 오(吳), 월(越) 등은 황하 유역의 주요 국가들에 의해 남만으로 분류되기도 하였다. 진시황이 통일한 이후 초, 오, 월 지방은 완전히 흡수·동화되었으며, 남만은 이보다 더 남쪽의 민족만을 가리키게 되었다. 한나라 시기에는 지금의 푸젠성, 광둥성, 광시 좡족 자치구, 구이저우성, 윈난성 일대에 거주하는 이민족을 남만 또는 서남이(西南夷)로 호칭하였으며, 동남아시아 일대의 임읍, 부남 등의 국가도 남만으로 분류하였다.
삼국 시대에는 윈난 성 일대의 남만족이 촉한과 대립·협력한 기록이 전해지며, 푸젠 성 일대의 산월(山越)은 오(吳)와 오랜기간 대립하였다. 윈난 성 지역은 오랜 기간 중국의 지배를 받지 않고 독립을 유지하였으며, 8세기 초, 남조(南詔)가 이 지역을 통일하고 강력한 국가를 건설하였다. 938년에는 남조의 뒤를 이어 대리국이 성립되어 13세기까지 존속하다가 원나라에 의해 멸망하였다.

## 남만의 용례

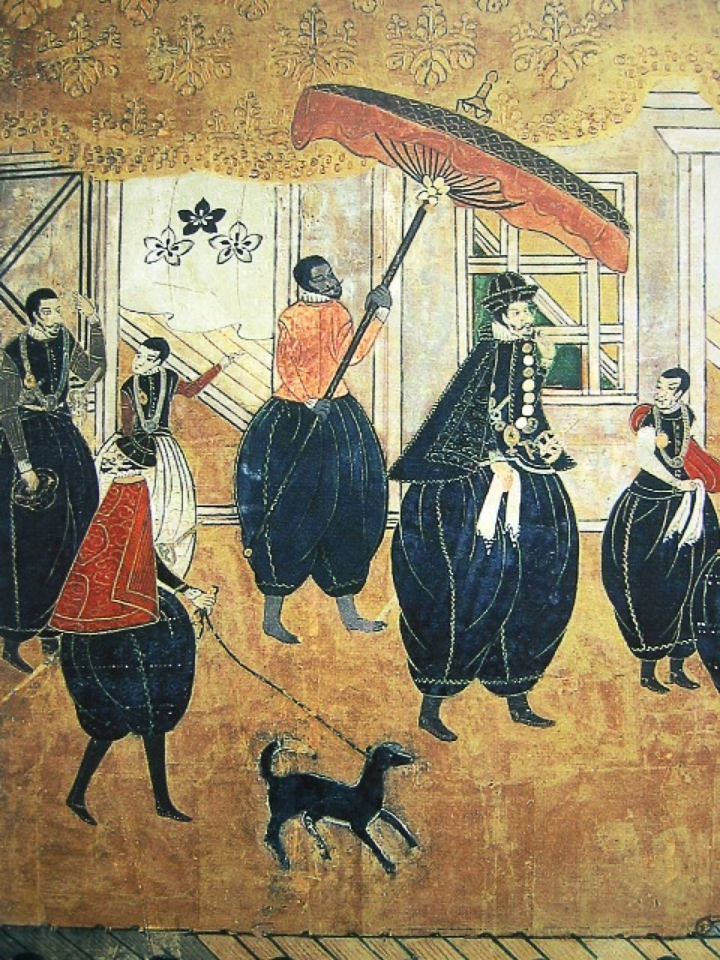
남만인

남만은 남쪽의 오랑캐를 가리키는 말이기 때문에 한족을 정복하고 정복왕조를 세운 북방민족들은 피정복민인 한족을 남만으로 멸칭하기도 하였다. 원나라는 남송을 정복한 이후 남송의 한족들을 남만으로 차별대우하였다.
중국 문명권에 속해있던 한국과 일본도 사이와 같은 호칭을 받아들여 사용하였다. 일본은 규슈 남부 및 오키나와 지역을 만(蠻)이라 호칭한 사실이 기록되어 있다. 고려 말에서 조선 초기 한국은 류큐 왕국 및 동남아시아의 국가들과 조공 무역을 하였는데, 이들을 남만이라 불렀고 선박은 남만선, 상품은 남만물산이라 하였다.
16세기 이후 포르투갈, 네덜란드 등을 위시한 서양 세력이 동남아시아 일대를 장악하고 일본·중국 등지에 무역을 요구하기 시작하자 이들 서양인에게도 남만이라는 호칭이 사용되었다. 일본은 이들과의 무역을 남만무역이라 부르며 적극적인 접촉을 시도하였다. 이로 인해 화승총이 일본에 도입되었으며, 기독교를 비롯한 서양 문물이 일본에 전해졌는데 일본은 이들 문물에 남만이라는 접두어를 사용하여 구분하였다.

## 같이 보기
- 동이
- 서융
- 북적